# Rambluzin-et-Benoite-Vaux
Rambluzin-et-Benoite-Vaux är en kommun i departementet Meuse i regionen Grand Est (tidigare regionen Lorraine) i nordöstra Frankrike. Kommunen ligger i kantonen Souilly som tillhör arrondissementet Verdun. År 2022 hade Rambluzin-et-Benoite-Vaux 86 invånare.

## Befolkningsutveckling
Antalet invånare i kommunen Rambluzin-et-Benoite-Vaux
| Referens: INSEE |